# Tomáš Kundrátek
Tomáš Kundrátek, född 26 december 1989, är en tjeckisk professionell ishockeyspelare som spelar för HC Slovan Bratislava i KHL. Han har tidigare spelat för Washington Capitals i NHL.
Han draftades i tredje rundan i 2008 års draft av New York Rangers som 90:e spelare totalt.